# Замчище (городище, Любомль)
Городище «Замчище» — пам'ятка археології національного значення в місті Любомль Волинської області.

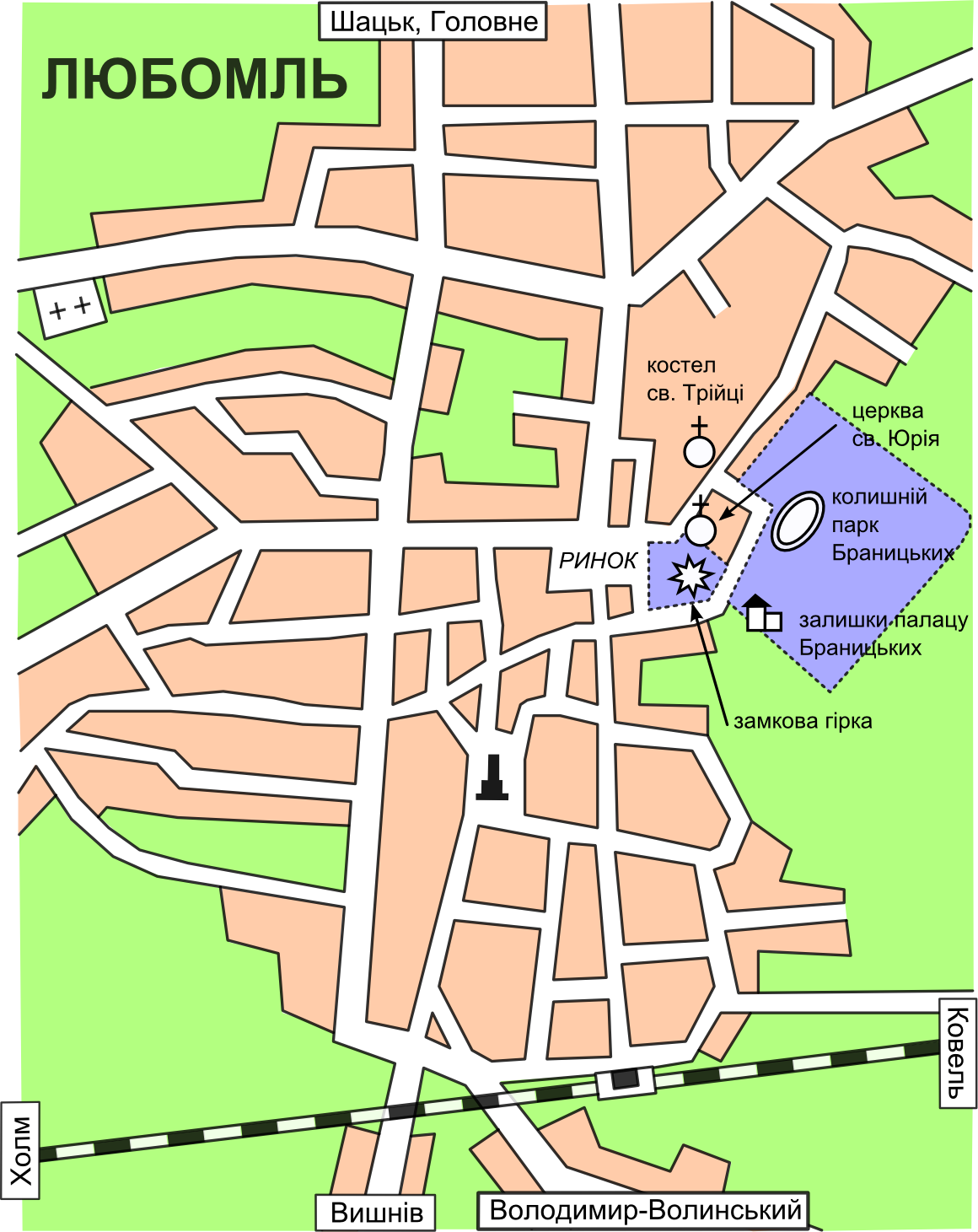

Городище розташоване в центральній частині міста. Має характерну стіжкову форму: діаметр круглого майданчика становить 60 м, висота над рівнем сучасної денної поверхні — 6 м. Ширина рову навколо городища — близько 20 м. На території городища міститься замкова гірка, насипана в XIV столітті на місці дитинця літописного Любомля 13 століття. Місцеві жителі називають пагорб «Фосія», від латинського слова «fossa», що перекладається як рів.
Любомль неодноразово згадується у літописах, починаючи з 1287 р. Перша документальна згадка про замок у Любомлі датується 1392 роком. Тоді польський король Владислав Ягайло підписав у Любомльському замку документ про надання магдебурзького права місту Холму. Через те, що Ягайло неодноразово відвідував Любомль, побудував у Любомлі в 1409 році дерев'яний костел Святої Трійці, а в 1412 році мурований, надав Любомлю привілеї, а, можливо, і магдебурзьке право, замкову гірку поляки називали Ягеллонською. Польські краєзнавці першої половини 20 століття вказують, що замок був дерев'яний і побудований сестрою короля Ягелло, Олександрою.
У науковій літературі неодноразово відзначалося, що городище є залишками давньоруського Любомля. Городище згадує у 1901 р. В. Антонович, у 1958 р. обстежувалось Ю. Кухаренком, у 1963 р. — П. Раппопортом, розвідкові дослідження у 1993 р. та 2001 р. провів С. Панишко.
Прилегла територія до замку у 18 столітті носила назву «Підзамче». Останній раз згадується Любомльський замок під 1773 роком. Ймовірно, що, придбавши в 1768 році Любомльське староство і побудувавши в 1780-х роках за замком свій палац, коронний гетьман, граф Францішек Ксаверій Браницький почав розбудовувати містечко. У нові плани не вписувалася стара Георгієвська і Михайлівська церкви, а також замок, який закривав палац із західного боку, і за його вказівкою вони були розібрані в останній чверті 18 століття. На місці старої була збудована нова Георгієвська церква, а на місці Михайлівської церкви були побудовані торгові ряди, які оточували з півночі площу «Ринок».
Пам'ятка зазнала суттєвих ушкоджень унаслідок будівельних робіт. У тілі насипу городища у XVII—XVIII ст. споруджено муроване підземелля, що складається з 6-ти кімнат. У 1960-х рр. на майданчику пам'ятки зведено меморіальний комплекс і підхід до нього. У 1963 р. під час досліджень П. Раппопорта виявлено залишки фундаментів мурованої споруди — будинку старости, побудованого у середині XVII ст. У 1658—1664 рр. тут перебував на посаді старости відомий політичний та військовій діяч Іван Виговський.
У підземеллі замку на початку 20 століття євреї тримали худобу. У період війни 1941—1944 років німецька окупаційна влада ув'язнювала в підземеллі заарештованих, і перші жертви були розстріляні на замковій гірці. Після війни там був склад прикордонного загону, а пізніше склад торгової бази.
У 1925 (1923) році на замковій горі польська влада поставила мурований пам'ятник-обеліск на пам'ять про битву під Грюнвальдом у 1410 році, адже, за переказами, і від Любомльського замку був загін у цій битві. У 30-х роках влада зробила із західного боку східці зі шпал до пам'ятника. Із приходом радянської влади в 1939 році пам'ятник на гірці був розібраний. Пізніше, на початку 60-х років 20 століття, із західного боку був побудований дерев'яний міст. На вершині замчища почали працювати танцювальний майданчик і буфет.
У 1967 році на місці польського пам'ятника відбулася урочиста закладка плити на пам'ятник борцям за радянську владу, а в 1968 році був поставлений гранітний обеліск. У 1970-х роках на верхньому майданчику гірки було відкрито Меморіал Слави і проведено перепоховання воїнів Червоної Армії.
Рішенням Волинського облвиконкому № 360 від 04.08.1969 року замкову гірку як городище «Замчище» взято як пам'ятку археології під охорону держави під № 183. За легендами, із-під замкової гори йде підземний хід у південному напрямку.

## Галерея

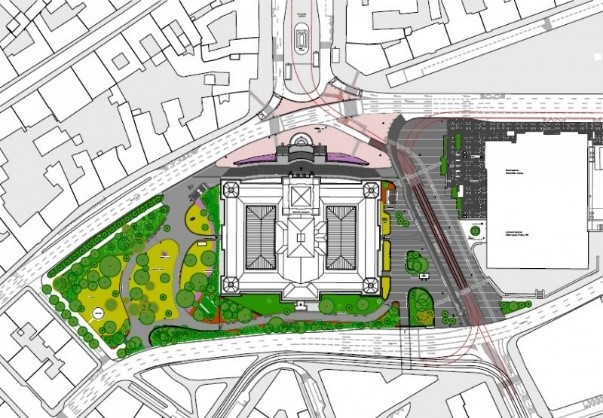
Генеральний план городища Замчище та прилеглої території
План городища Замчище та його охоронної зони
План підземель на городищі Замчище
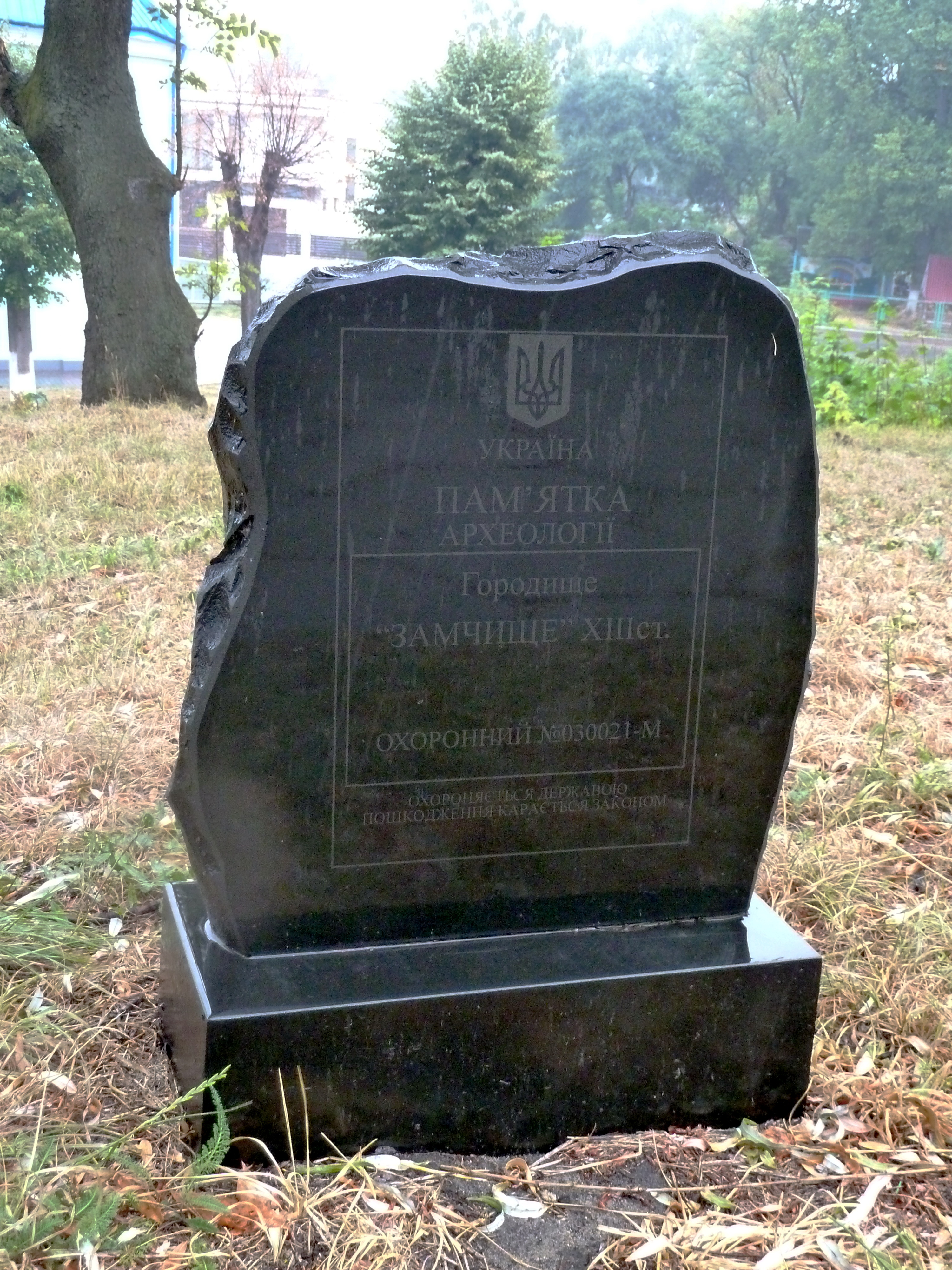
Охоронний знак городища
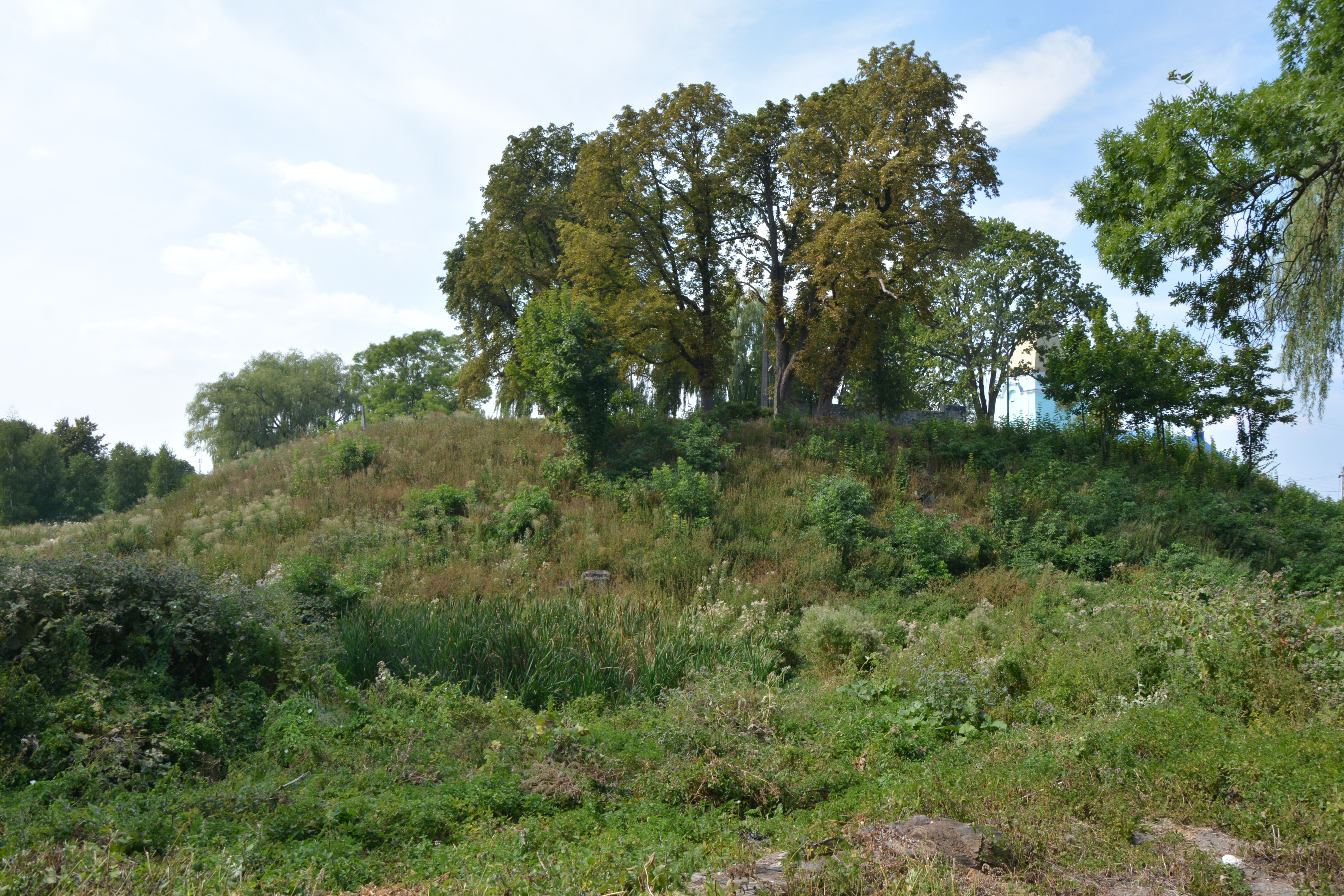
Городище з південно-західного боку. Серпень 2015 р.
Меморіальний комплекс, розташований на вершині замкової гірки.